# Manoir de la Fosse (Avrilly)
Le manoir de la Fosse est un édifice situé à Avrilly, en France.

## Localisation
Le monument est situé dans le département français de l'Orne à Avrilly.

## Historique
L'édifice date de la fin du XVIIe siècle et remplace un édifice antérieur.
Des travaux importants ont lieu en 1817 en particulier le comblement des douves, et de nouveaux changement ont lieu vers 1870 avec l'ajout des deux ailes actuelles.

## Architecture
L'édifice fait l'objet d'une inscription partielle au titre des Monuments historiques depuis le 7 novembre 1975 : les façades et les toitures ; et certaines pièces avec leur décor, entrée et salon du rez-de-chaussée, chambre avec cheminée et trumeau au premier étage.